# Старе міське кладовище у Херсоні
Старе́ міське́ кладови́ще — найдавніший цвинтар у місті Херсоні, на якому поховані видатні архітектори, науковці, благодійники та діячі науки і культури. Закритий, поховання не здійснюються. 
Найстаріші поховання на цвинтарі датовані 1780 — 1790 роками — це могили ієромонаха Василя (1781) та Іоанна Германа (1790), одного з перших херсонських інженерів-архітекторів, чиє ім'я зафіксоване на першому проекті Херсона, за яким почалося будівництво міста. На цвинтарі біля церкви збереглися унікальні монументи кін. XVIII — поч. ХІХ ст.ст. 
Тут же можна побачити могили представників усіх соціальних прошарків Херсона – дворян, купецтва, духовенства, міщан, селян. Окрім українських та російських поховань, тут збереглися поховання польські, німецькі, французькі, грецькі, іспанські. 

## Розташування
Цвинтар розташований в центрі Херсона. На його території знаходиться Всіхсвятська церква (1883) — це єдина церква міста, яка не припиняла своєї діяльності в період обох окупацій: більшовицької і нацистської. Херсонці часто називають цей храм Цвинтарною церквою.   
Сучасними межами кладовища є вулиці Молодіжна на півдні, Тираспольська на сході, Іллюши Кулика на півночі та провулок Пугачова на заході.  

## Історія
Найвірогідніше, старий цвинтар Херсона виник у 80-х роках XVIII ст. на тодішній околиці міста, біля роздоріжжя на Берислав і майбутній Миколаїв. Перші поховання почали з'являтися біля невеличкої каплиці, де відспівували небіжчиків. В такий спосіб вже на межі XVIII-ХІХ ст на цьому місці з'явився повноцінний цвинтар. У 1804-1808 рр. навпроти головного входу на цвинтар був побудований храм Всіх Святих. На кладовищі існували православна, католицька, лютеранська та мусульманська ділянки.

### Розширення кладовища
Вже у другій половині ХІХ ст. кладовище розрослося на стільки, що було розділене на дві частини: Старе кладовище (з церквою Всіх святих) і Нове кладовище (з псевдоготичною каплицею).  
Рішенню про розшрення цвинтаря передувала доповідь гласного Херсонської міської думи Багненка, який у 1887 р., за дорученням органу місцевого самоврядування, здійснив огляд міського некрополя і засвідчив відсутність вільних місць для поховання.    
Відомий херсонський лікар Михайло Гошкевич так описував стан кладовища у 1887 р.:
|  | Вся поверхня цвинтаря перекопана могилами, розташованими без жодного порядку, без будь-якої системи. Ховають за заявою священика де завгодно, так що нерідко розриваються свіжі могили і руйнуються надгробні пам'ятники. Цвинтар переповнений. При копанні могил неодмінно доводиться натикатися на безліч людських останків. Бувають нерідко випадки, коли під час копання могили знаходять від 20 до 30 черепів. Внаслідок відсутності будь-якого порядку немає жодної можливості розібратися в цьому хаосі хрестів, могил, пам'ятників і надгробних плит, які скупчені й переплутані до неможливості. Сміливо можна стверджувати, що багато пам'ятників прикрашають могили, що містять останки покійників, які не відповідають висіченим на пам'ятниках написам. |

Закрили кладовище ще 1883 року. У 1886 р. під територію нового кладовища Херсонською міською думою була виділена нова земельна ділянка північніше старого кладовища, що одержала назву Нового кладовища. Для цього довелось знести декілька будівель на східних межах цвинтаря, попередньо сплативши їх власникам по 500 карбованців і виділивши нові земельні ділянки для будівництва в інших частинах міста.
Нову цвинтарну територію обнесли добротним кам'яним парканом із двома воротами, збудували будиночок для доглядачів. До Нового кладовища віднеслися вже серйозніше, розбивши всю територію на 71 ділянку: 56 ділянок – для осіб православного віросповідання, 9 – для католиків та 9 – для лютеран.  
Однак на початку XX ст. на Старому кладовищі продовжували ховати людей, а так зване Нове кладовище стало продовженням Старого, і загалом воно займало вже доволі значну територію.  
Поховання на Новому кладовищі були поділені на три розряди. За першим розрядом за місце слід було заплатити 50 рублів, на ті часи це були дуже пристойні гроші. За другим – 15 рублів, а незаможним – за третім розрядом, таке місце відводили безкоштовно, десь далі від "престижного" центру. Тоді ж міською управою розглядалося питання стягнення податку за встановлення кам'яних та металевих пам'ятних знаків та надгробків, тоді як на встановлені на могилах дерев'яні хрести податок не поширювався.
23 серпня 1887 року Нове кладовище було освячене і відкрите. Одночасно з цим офіційним розпорядженням Старе кладовище було закрите для поховань.
Найдавніше поховання кладовища - могила Іоганна Германа, що датована 1790-ми роками. В історії Херсона зустрічається кілька людей з цим прізвищем. Найвідоміший з них — співавтор першого плану міста Іоганн Герман, чий підпис є на цьому плані поряд із підписом Івана Ганнібала. Точно невідомо, чи саме цей Герман похований в Херсоні, але його офіційна біографія доволі суперечлива, тож такий варіант дуже вірогідний, до того ж вигляд і розмір пам’ятника вказують на те, що похована знана особа.

### Ліквідація Нового кладовища
Значна частина кладовища не збереглася. Будинки по вулиці Ушакова, що тягнуться до залізничного вокзалу, частина вулиці Кулика та інші прилеглі території фактично на місці колишнього кладовища.
У 1960-1970-х роках частина кладовища, що називалась Новою (відкрита у 1887 році), була цілковито знищена, не зважаючи на його високу історичну цінність. На цьому місці радянська влада побудувала житлові будинки та частину корпусів комбайнового заводу ім. Петровського. Спорткомплекс заводу, збудований згодом, знищив ще й частину Старого кладовища. 
Згодом було знищено частину поховань біля могили Джону Говарду. У 1982 р. міська влада сповістила херсонців, що слід негайно перенести поховання родичів, які розташовані на ділянці, яка прилягає до катловану будованого Палацу культури вглиб кладовища на 15 м. Перенесення поховань відбувалося на Комишанське кладовище. Для цього була виділена спецтехніка та бригади робітників.  

### Новітня історія
Чимало поховань було втрачено вже у 2000-х роках - як за недоглядом, так і через дії вандалів. В ніч на 12 січня 2021 року на кладовищі було знищено і спаплюжено близько 20 пам'ятників.

## На цвинтарі поховані
На цвинтарі збереглись поховання християн різних національностей: українців, росіян, поляків, греків, німців, англійців та французів. Серед поховань раннього періоду збереглися до наших днів козацькі могили. Відомо, що першопрохідниками в економічному освоєнні Херсонщини у XVII-XVIII століттях були запорожці. Чимало їх селилося в Херсоні — місто було збірним пунктом Чорноморського козацького війська, тут же осіло 40% запорожців, які повернулися на батьківщину із Задунайської Січі, а також козаки з Гетьманщини. З козацьких поховань нині виявлено два безіменні хрести запорізького типу, під якими, ймовірно, відставні чорноморські козаки Никифор Канцюбера (1803) та Нестор Кущенко (1807), а також хрест над могилою лохвицького козака Якова Солохина (18). Збереглося і чимало могил нащадків козацької старшини, що отримала за Катерини II дворянство. Спочиває тут прах представників родів Дорошенка, Головинських, Богдановичів, Ольховських, Прокоповичів, Оболонських, Рашівських, Полторацьких, Тихоновичів та деяких інших..
Тут поховані козаки, переведені в Херсон у 1790 р., перші грецькі переселенці, вояки, загиблі у період Кримської війни, вояки Війська Польського, розстріляні у Херсоні 1942 року, серед яких польський генерал Маріуш Заруський та інші. На кладовищі ховали георгіївських кавалерів часів Першої світової війни.

### XVIII ст.

Пам'ятник у вигляді сонячного годинника на могилі Джона Говарда.

Джон Говард (*2 вересня 1726 — †20 січня 1790) — англійський юрист, філантроп, дослідник масових інфекційних захворювань у Європі

### ХІХ ст.
Платон Бурячков (1815 — 1894) — власник багатої колекції античних монет, яка стала основою нумізматичного відділу Російського державного історичного музею в Москві.
Матвій Зворов (†1804) — один із перших грецьких поселенців міста.
Карл фон Краббе (* 1781 — 9 грудня 1854) — генерал-лейтенант російської армії, учасник Італійського та Швейцарського походів А. В. Суворова
Микола Ренненкампф (*26 серпня 1830 (1832?) — †10 травня 1889) — дійсний статський радник, голова Департаменту Саратовської судової палати
Анна Ренненкампф (*15 березня 1839 — †2 квітня 1896) — дружина Миколи Ренненкампфа
Балтазар Скадовський (*25 березня 1821 — †1 травня 1881) — дворянин, нащадок древнього польського роду «Доленга».
Учасники оборони Севастополя (1854 — 1855)
Протягом Севастопольської кампанії у Херсоні існувало кілька військових шпиталів: відкритий у стайнях князя Потьомкіна нa Військовому форштадті, у приміщенні колишнього apceнaлу нa території Херсонської фортеці, Чорноморський шпиталь нa Забалківському форштадті, дві лiкapнi тa тимчасовий шпиталь у Cуxapнoму передмісті. Kpiм того, поранених захисників Севастополя розміщували у приватних будинках. Померлих вояків російської армії ховали у трьох братських могилах, дві з яких знаходились на території Старого міського кладовища.
Над першою братською могилою звели пам'ятник у вигляді античної колони, увінчаної символічною урною з прахом. Як свідчили сучасники, поруч з колоною знаходилися невеликі кам'яні хрести над індивідуальними похованнями офіцерів. Вже у перші роки радянської влади з пам'ятника зникла табличка з написом, до нього впритул наблизилися нoвi поховання, хрести з офіцерських могил просто розтягли, a caму колону зруйнували близько 1980 poку.
Над другою братською могилою, що знаходилась неподалік від вівтаря цвинтарної церкви Bcix Святих, був зведений пірамідальний обеліск з кримського пісковика. Нині його нижня частина дала сильну осадку, a верхня, у зібраному cтaнi, стоїть у 20 мeтpax від могили. Краєзнавець Олексій Паталах припускає, що у радянські часи пам'ятник збиралися переносити. 
Нa центральному меморіальному кладовищі знайшли місце останнього спокою i учасники оборони Севастополя, кoтpi доживали свого віку у Xepcoнi. Більшість вказаних поховань перебуває у незадовільному cтaнi. Пам'ятник генерал-майору Богачевичу був забраний з могили ще у 1989 році тa перевезений нa подвір'я Катерининського собору, який нa той час належав обласному товариству охорони пам'яток.  
Ціла низка інших могил учасників оборони Севастополя (полковника Яндоловського, лейтенанта Лисицина, полковника Крапухіна тa капітана Грімма) або розграбовані і знищені, або перебувають на реставрації в TOB «Поліс».

### ХХ ст.
На цвинтарі збереглось лише 4 могили часів Першої світової війни: капітана 11-го стрілецького полку РІА Тарчевського († 1915), капітана 1-го Заамурського прикордонного полку РІА Михаїла Пфунта (1873 — 1915), підпоручика лейб-гвардії Волинського  полку РІА Попова (1890 — 1915), прапорщика РІА Буренка.

Маріуш Заруський (*31 січня 1867 — †8 квітня 1941) — бригадний генерал Війська Польського, громадський діяч Польщі, мореплавець та мандрівник
Володимир Зільберштейн (†19 серпня 1955) — головний лікар 2-ї Міської лікарні
Михаїл Пфунт (*7 листопада 1873 — †6 липня 1915) — капітан російської армії, командир 7-ї роти 1-го прикордонного Заамурського піхотного полку, учасник Першої світової війни; помер від ран, отриманих в бою біля села Новосілки в Галичині
Георгій Скадовський (*1848 — †9 січня 1919) — археолог, мікробіолог. Поряд поховані сестри Гозадінови — Олена, Марія і Софія, засновники перших у Херсоні жіночих гімназій.
Юрій (Георгій) Скадовський (*13 березня 1888 — †9 січня 1919) — син Георгія Скадовського
Іван Тропін (*1876 — †1922) — філантроп, засновник лікарні Тропіних у Херсоні
Петро Штепенко (*8 грудня 1885 — †1 вересня 1937) — старший стерновий пароплаву «Благоєв», загинув від потрапляння торпеди у пароплав

## Втрачені поховання
Серед знищених поховань Нового кладовища чимало поховань класових ворогів радянської влади: могили представників інтелігенції, духовенства, чиновників, військових тощо. Дослідник Павло Подобєд встановив, що всі могили жертв російських більшовиків 1918-1919 рр. були знищені. Серед знищених поховань не лише могили цивільних, колишніх солдатів і офіцерів РІА, а також поховання вояків Військ Центральної Ради, Армії УД і навіть Червоної армії:
Кирило Петрович Грошовський (1893 — † 25.03.1918) — спадковий дворянин, 25 років. Труп 18 днів не видавали родичам, і тільки коли шкіра на тілі вбитого потемніла до невпізнанності, Грошоревського, разом з тілами інших страчених, передали родині. 
Соколов Василь (1895 — † 25.03.1918) — поручик прикордонної варти. Вбитий більшовиками. 
Георгій Ігнатович Каттук (1895 — † 12.06.1918) — підпоручик Херсонської вартової сотні Армії УД. Загинув від ненавмисного пострілу. 
Подвисоцький Євген Максимович (1894 — † 25.03.1918) — поручик партизанського підрозділу полковника Главінапа. Вбитий більшовиками. 
Микола Леонович Козляковський (1901 — † 08.09.1919) — син херсонського губернського секретаря, переховувався від червоних на хуторі Василенка. Викритий і вбитий при спробі втечі.   
Георгій Дмитрович Гербеновський (1896 — † 01.03.1918) — рядовий Головного аеродрому Управління Військово-Повітряного флоту. Розбився на аероплані.
Олександр Сергійович Власов (1896 — † 01.03.1918) — рядовий Головного аеродрому Управління Військово-Повітряного флоту. Розбився на аероплані. 
Григорій Мельник (1893 — † 21.03.1918) — солдат Чорноморського загону Червоної армії. Загинув від ран. 
Іван Петрович Кєвліков (1891 — † 29.06.1919) — поручник Добровольчої армії. Вбитий. 
Григорій Іванович Панасюк (1893 — † 03.08.1919) — поручник Добровольчої армії. Вбитий. 

## Галерея
|  |  |  |  |

|  |  |  |  |

|  |  |  |  |